# Placa de Rivera

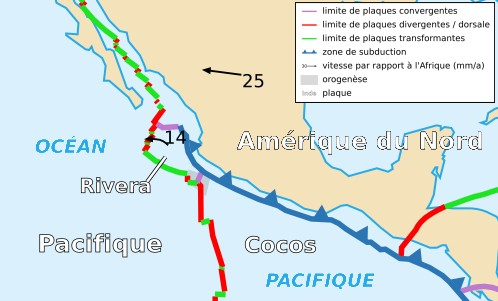
Mapa de la placa de Rivera y las placas vecinas (en francés).

La placa de Rivera es una pequeña placa tectónica (una microplaca) localizada al oeste de México, justo al sur de la península de Baja California. Está limitada al noreste por la zona de Fractura de Tamayo y al este por la Trinchera Mesoamericana que la separan de la placa de Norteamérica; al oeste por la dorsal del Pacífico Oriental-Rivera también denominada Dorsal Oriental del Pacífico que la separa de la placa del Pacífico y al sur por la Zona de Fractura de Rivera.
Se cree que la placa de Rivera se separó de la placa de Cocos, situada a su sureste, hace entre 5 y 10 millones de años. La subducción de la placa Rivera bajo la placa Norteamericana en la fosa Mesoamericana ha sido la causante de los mayores terremotos de la historia de México, Incluido el mayor terremoto sufrido por México en el siglo XX ocurrido el 3 de junio de 1932 en el estado de Jalisco. El terremoto tuvo una magnitud de 8,2 grados con una réplica de magnitud 7,8, provocando ambos numerosos daños. El 9 de octubre de 1995 ocurrió un nuevo terremoto de magnitud 8,0 debajo de la región de Jalisco causando numerosas muertes y pérdidas materiales. El 21 de enero de 2003 ocurrió el último terremoto, registrado hasta la fecha, cerca del Estado de Colima, en México. La placa de Rivera tiene un área de 730 000 km².